# Ursula Meier
Ursula Meier, född 24 juni 1971 i Besançon, Doubs i Frankrike är en fransk-schweizisk regissör och manusförfattare.
Meier har blivit uppmärksammad för sina två långfilmer Home (2008) och Syster (2012). Hennes debutlångfilm Home nominerades till en César Award i kategorin Bästa debutfilm och utsågs till Bästa film och Bästa manus vid Swiss Film Prize. Meiers andra långfilm Syster var nominerad till Guldbjörnen vid Filmfestivalen i Berlin 2012 och vann där Silverbjörnen. Syster, som utspelar sig i en schweizisk skidort, har även utsågs till Schweiz bidrag till Bästa utländska film inför Oscarsgalan 2013.
2012 satt Meier i den internationella tävlingsjuryn vid Filmfestivalen i Venedig.